# نوبیلوز رنگل
نوبیلوز رنگل (انگلیسی: Nubiluz Rangel؛ زادهٔ ۱۳ اوت ۱۹۹۳) بازیکن فوتبال اهل ونزوئلا است.
از باشگاه‌هایی که در آن بازی کرده‌است می‌توان به اتلتیکو ناسیونال اشاره کرد.
وی همچنین در تیم ملی فوتبال Venezuela بازی کرده‌است.